# كيريل ستوزك
كيريل أندريفيتش ستوزك (باللاتفية: Kirils Stucka)؛ (1890 - 1938) ولد في محافظة ليفونيا، الإمبراطورية الروسية (لاتفيا حاليًا)، هو ضابط لاتفي، حارب في وحدة سلاح رماة لاتفيا في الجيش الإمبراطوري الروسي في الحرب العالمية الأولى قبل أن يذهب إلى البلاشفة في الحرب الأهلية التالية. كان حاصلاً على وسام الراية الحمراء. أثناء عملية التطهير الكبرى، تم اعتقاله في 29 نوفمبر 1937 وأُعدم لاحقاً. بعد وفاة جوزيف ستالين، تم إعادة تأهيله في عام 1956.